# Charles de Hohenzollern-Haigerloch
Titre
Comte de Hohenzollern-Haigerloch
20 décembre 1620 – 7 mars 1634
(13 ans, 2 mois et 15 jours)
Charles de Hohenzollern-Haigerloch (en allemand Karl von Hohenzollern-Haigerloch), né à Haigerloch en 1588 et décédé à l'Auberge de la Couronne à Überlingen le 7 mars 1634, est comte de Hohenzollern-Haigerloch de 1620 à 1634.

## Famille et biographie
Il est le second fils de Christophe de Hohenzollern-Haigerloch (1552-1592) et de Catherine von Welsperg (décédée après 1608). Après la mort prématurée de son père (il n'a alors que quatre ans), il est élevé par ses oncles paternels Eitel-Frédéric et Charles. En janvier 1633 la menace d'émeutes liées au contexte troublé de la Guerre de Trente Ans le contraint à quitter son château de Haigerloch avec une suite de vingt-et-une personnes. Ils parviennent à gagner le château des Hohenzollern bientôt envahi par les Suédois. Autorisé à quitter les lieux, il se dirige vers le camp impérial d'Überlingen afin de chercher du renfort pour délivrer le fief des Hohenzollern. Il meurt dans une auberge locale (l'Auberge de la Couronne) à Überlingen le 7 mars 1634.

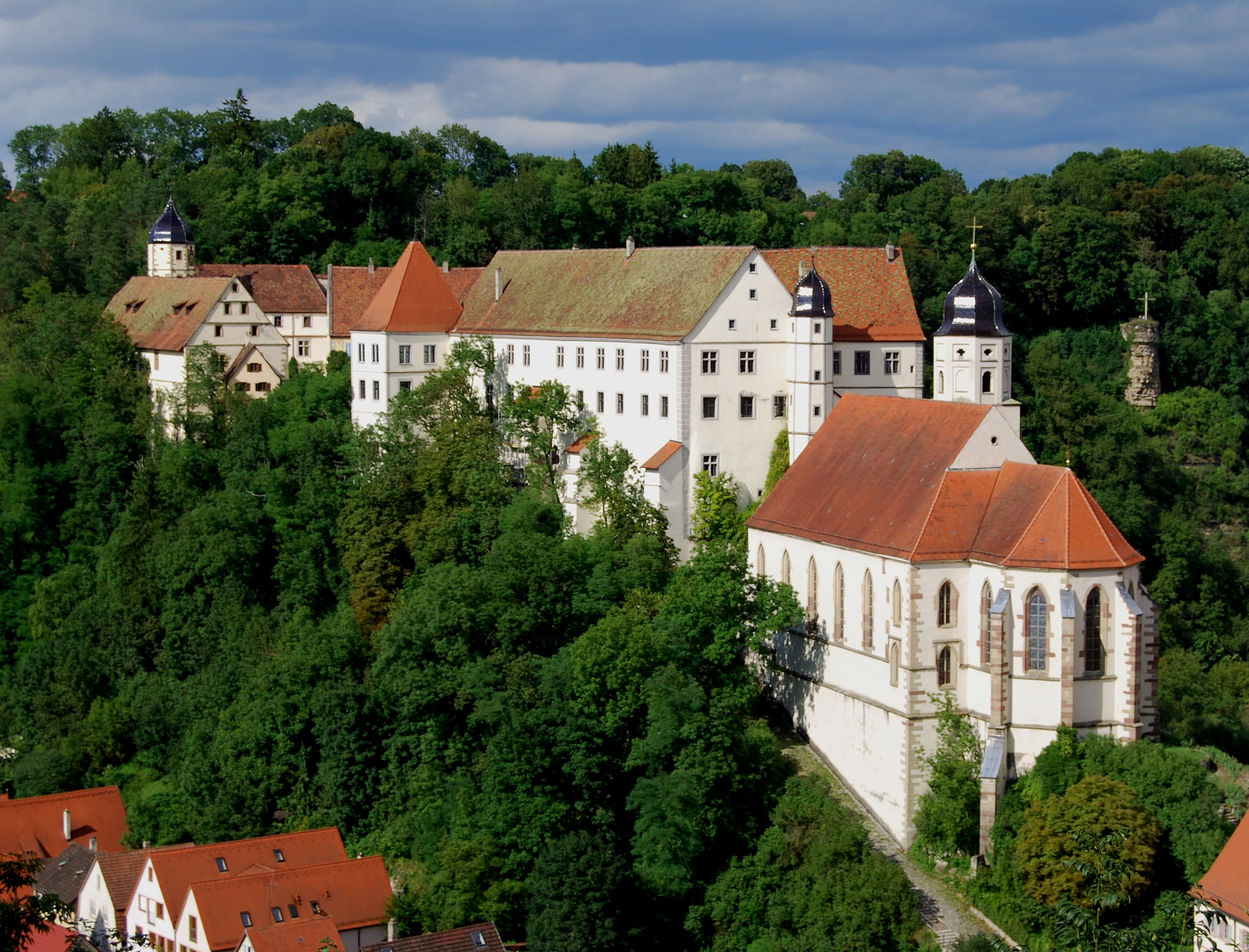
Église du château d'Haigerloch

### Mariage et descendance
Charles de Hohenzollern-Haigerloch épouse à Haigerloch le 25 mars 1618 Rosamunde, comtesse von Ortenburg décédée en 1636, veuve de Pleickhard von Freyberg, fille de Bernard comte von Ortenburg (elle se remarie en troisièmes noces en 1636 avec Adam Heinrich Keller von Schleithelm, Baron von und zu Isenburg). Ce mariage est resté sans postérité.

## Origine de sa Maison
À la mort de Charles Ier de Hohenzollern, la principauté de Hohenzollern est divisée entre ses trois fils :
- Eitel-Frédéric Ier de Hohenzollern-Hechingen reçoit la Principauté d'Hechingen
- Charles II de Hohenzollern-Sigmaringen reçoit la Principauté de Sigmaringen
- Christophe de Hohenzollern-Haigerloch reçoit la Principauté de Haigerloch.

Charles de Hohenzollern-Haigerloch est le troisième comte de la lignée de Hohenzollern-Haigerloch qui s'éteint à son décès en 1634.

## Généalogie
Charles de Hohenzollern-Haigerloch appartient à la quatrième branche issue de la première branche de la Maison de Hohenzollern. Cette lignée appartient à la branche souabe de la dynastie de Hohenzollern.